# Barrio Jardín (Tucumán)
El Barrio Jardín es un barrio de San Miguel de Tucumán, Tucumán, Argentina. Está delimitado por la avenida Ejército del Norte, avenida Belgrano y las calles Italia y Eduardo Bulnes.

## Historia
El Barrio fue creado en 1947 por la Caja Popular de Ahorros, con un plan de viviendas de originalmente 14 manzanas con 324 viviendas en total. Se adoptó el modelo de ciudad jardín para el trazado del barrio, con las casas de estilo chalet californiano. Asimismo se construyeron un mercado, un polideportivo, un centro de atención primaria de salud, una escuela, una plaza y una iglesia.
En 1962 el barrio fue ampliado, construyéndose tres monoblocks de estilo brutalista en la intersección de las avenidas Belgrano y Viamonte. Los edificios residenciales eran de tres plantas y dos de ellos poseían treinta y seis unidades y el restante veintiocho, con departamentos de dos, tres y cuatro habitaciones. Cada edificio tenía escaleras de hormigón a la vista en cada extremo de los monobloques.
En 1968 se agregaron 20 viviendas unifamiliares al barrio en la cuadra delimitada por calles Caseros, Italia, España y Viamonte. Las casas, de estilo racionalista, contaban con 90 m², tres dormitorios, baño, living comedor y cocina con lavadero. En 1972 fue nuevamente expandido al construir dos monobloques de 36 y 24 departamentos respectivamente. En 1974 se le dio el nombre de Eva Perón a la plaza central del barrio, perdido tras la revolución libertadora. Asimismo se instaló un busto en honor a su memoria y un mural.

## Educación
- Escuela Paul Groussac[4]

## Salud
- CAPS Barrio Jardín

## Seguridad
- División de Homicidios y Delitos Complejos

## Transporte

### Líneas de colectivos
- Línea 6
- Línea 7
- Línea 9

## Deportes
- Club Barrio Jardín